# دريجة مستدقة المنقار
دريجة مستدقة المنقار أو دريجة كبيرة (الاسم العلمي: Calidris tenuirostris) (بالإنجليزية: Great Knot)‏ هو نوع من الطيور يتبع جنس الدريجة من فصيلة دجاج الارض.